# فدراسیون فوتبال آلمان
فدراسیون فوتبال آلمان یا اتحادیه فوتبال آلمان (آلمانی: Deutscher Fußball-Bund) که بیشتر با نام DFB شناخته می‌شود، نهاد حاکم بر فوتبال در آلمان است که یکی از اعضای مؤسس فیفا و یوفا می‌باشد. این فدراسیون مسئولیت هماهنگی و نظارت بر سیستم لیگ فوتبال آلمان و تیم‌های ملی مردان و زنان را بر عهده دارد. مقر DFB در فرانکفورت قرار دارد. اعضای DFB شامل، دویچه فوسبال لیگا (آلمانی: Deutsche Fußball Liga) یا DFL (مسئول برگزاری رقابت‌های بوندس‌لیگا و بوندس‌لیگا ۲)، به همراه پنج انجمن منطقه‌ای و ۲۱ انجمن ایالتی (مسئول برگزاری لیگ‌های نیمه حرفه‌ای و آماتور در دسته‌های پایینتر) هستند. انجمن‌های ایالتی آلمان در مجموع بیش از ۲۵٬۰۰۰ باشگاه و بیش از ۶٫۸ میلیون عضو دارند که DFB را به بزرگ‌ترین فدراسیون ورزشی در جهان تبدیل کرده‌است.